# قتل‌های آکسفورد
قتل‌های آکسفورد (انگلیسی: The Oxford Murders) فیلمی در ژانر جنایی به کارگردانی الکس دل‌ایگلسیا است که در سال ۲۰۰۸ منتشر شد.

## خلاصه فیلم
در دانشگاه آکسفورد دانشجوی آمریکایی، «مارتین» نتوانسته کاری کند تا ریاضیدان نامدار انگلیسی، «آرتور سلدوم» بپذیرد که استاد راهنمایش باشد. با این همه این دو، خیلی زود، درگیر حل معمای سری قتل‌هایی می‌شوند که ظاهراً بر مبنای نشانه‌ها و تئوری‌های ریاضی انجام می‌شوند…

## بازیگران
- الیجا وود در نقش مارتین
- جان هرت در نقش آرتور سلدوم
- لئونور واتلینگ در نقش لورنا
- جولی کاکس در نقش بت ایگلتون
- بورن گورمن در نقش یوری ایوانویچ پودوروف
- دومینیک پینان در نقش فرانک
- الکس کاکس در نقش کالمان
- آنا مسی در نقش جولیا ایگلتون
- جیم کارتر در نقش بازرس پترسن